# Blanca Toledano
Blanca Toledano Laut (Madrid, 3 de noviembre de 2000) es una deportista española que compite en natación sincronizada.

## Trayectoria
Comenzó a nadar a los 4 años en una escuela de barrio, al ver que destacaba la recomendaron que fuera a nadar a la Escuela M-86. Allí vio como entrenaban los equipos de natación sincronizada, le llamó mucho la atención y decidió apuntarse. Con 9 años entró a formar parte del Real Canoe N.C. A los 10 años fue a su primer campeonato de España. Con 14 años quedó campeona de España en dúo y ganó dos medallas de oro en la Copa Mediterránea de Natación. A los 15 años fue seleccionada para unirse al Equipo Nacional Junior de Natación Artística, entrenando en el CAR de Sant Cugat Barcelona. A los 16 años compitió por primera vez con el equipo nacional absoluto en 2017. 
Participó en dos Juegos Olímpicos de Verano en los años 2020 y 2024, obteniendo una medalla de bronce en París 2024 en la prueba de equipo. En los Juegos Europeos de Cracovia 2023 logró dos medallas de oro.
Consiguió cuatro medallas en el Campeonato Mundial de Natación entre los años 2019 y 2024, y cuatro medallas en el Campeonato Europeo de Natación entre los años 2018 y 2024. En los Juegos Europeos de Cracovia 2023 logró dos medallas de oro.

## Palmarés internacional
| Juegos Olímpicos   | Juegos Olímpicos        | Juegos Olímpicos  | Juegos Olímpicos  |
| Año                | Lugar                   | Medalla           | Prueba            |
| ------------------ | ----------------------- | ----------------- | ----------------- |
| 2024               | París (Francia)         | Medalla de bronce | Equipo            |
| Campeonato Mundial |                         |                   |                   |
| Año                | Lugar                   | Medalla           | Prueba            |
| 2019               | Gwangju (Corea del Sur) | Medalla de bronce | Rutina especial   |
| 2022               | Budapest (Hungría)      | Medalla de bronce | Rutina especial   |
| 2023               | Fukuoka (Japón)         | Medalla de oro    | Equipo técnico    |
| 2024               | Doha (Catar)            | Medalla de plata  | Equipo técnico    |
| Juegos Europeos    |                         |                   |                   |
| Año                | Lugar                   | Medalla           | Prueba            |
| 2023               | Oświęcim (Polonia)      | Medalla de oro    | Equipo técnico    |
| 2023               | Oświęcim (Polonia)      | Medalla de oro    | Equipo libre      |
| Campeonato Europeo |                         |                   |                   |
| Año                | Lugar                   | Medalla           | Prueba            |
| 2018               | Glasgow (Reino Unido)   | Medalla de bronce | Combinación libre |
| 2021               | Budapest (Hungría)      | Medalla de plata  | Equipo libre      |
| 2021               | Budapest (Hungría)      | Medalla de bronce | Equipo técnico    |
| 2024               | Belgrado (Serbia)       | Medalla de oro    | Equipo técnico    |